# ستيفاني سكوت
ستيفاني نويل سكوت(ولدت في 6 ديسمبر 1996) ممثلة ومغنية أمريكية، ولدت عام 1996 بمدينة شيكاغو، ظهرت كفتاة غلاف في عدد من المجلات، قبل أن بداية مسيرتها الفنية وتحصل على أول أدوارها «كيتي» من خلال فيلم بيتهوفن بيغ برياك عام 2008، لتتوالى بعدها أعمالها والتي من أبرزها دون شروط عام 2011، وفيلم جيم آند هولوغرام 2015.

## روابط خارجية
- الموقع الرسمي
- ستيفاني سكوت على موقع IMDb (الإنجليزية)
- ستيفاني سكوت على موقع ميتاكريتيك (الإنجليزية)
- ستيفاني سكوت على موقع روتن توميتوز (الإنجليزية)
- ستيفاني سكوت على موقع قاعدة بيانات الأفلام العربية
- ستيفاني سكوت على موقع ألو سيني (الفرنسية)
- ستيفاني سكوت على موقع تيرنر كلاسيك موفيز (الإنجليزية)
- ستيفاني سكوت على موقع أول موفي (الإنجليزية)
- ستيفاني سكوت على موقع أول ميوزيك (الإنجليزية)
- ستيفاني سكوت على موقع ديسكوغز (الإنجليزية)
- ستيفاني سكوت على موقع قاعدة بيانات الفيلم (الإنجليزية)